# Scott Draper
Scott Dennis Draper (n. 5 de junio de 1974 en Brisbane, Australia) es un exjugador de tenis australiano y actual golfista profesional. En su carrera conquistó un título profesional tanto en tenis como en golf.

## Torneos de Grand Slam (1; 0+0+1)

### Dobles Mixto (1)

#### Títulos
| Año  | Torneo               | Pareja          | Oponentes en la final      | Resultado      |
| ---- | -------------------- | --------------- | -------------------------- | -------------- |
| 2005 | Abierto de Australia | Samantha Stosur | Liezel Huber Kevin Ullyett | 6-2 2-6 7-6(6) |